# Jean-Pierre Nadal
Jean-Pierre Nadal, né le 1er mars 1957 à Paris, est un physicien français, chercheur dans les domaines de la physique statistique des systèmes complexes appliqués aux Sciences économiques et sociales, des Neurosciences computationnelles et des Sciences cognitives. Il est directeur de recherche émérite au Centre national de la recherche scientifique (CNRS) et Directeur d’études à l’École des hautes études en sciences sociales. Il a assuré jusqu'en février 2024 la direction du Centre d'analyse et de mathématique sociales (CAMS) de l’EHESS.

## Formation et carrière
Ancien élève de l'École polytechnique (promotion 1977) Jean Pierre Nadal est titulaire d'un doctorat de 3e cycle (1983) et d'un doctorat d'État (1987) en Physique sous la direction de Jean Vannimenus (Université Paris XI).
Après son doctorat de 3e cycle, il est recruté comme Chargé de Recherche au CNRS où il prépare son doctorat d'état au sein du groupe de Physique des Solides (GPS) de l'école normale supérieure, avec un séjour d'un an au département de Physique de l'Université de Californie à Berkeley USA (9/84 - 8/85). En 1988, il est affecté au Laboratoire de Physique Statistique (LPS) où il restera affecté avec sa nomination comme Directeur de Recherche CNRS en 1998. À partir de 2006, il cumule cette affectation avec le Centre d'Analyse et de Mathématique Sociales (CAMS) à l'École des hautes études en sciences sociales (EHESS), où il sera nommé Directeur d'Études cumulant en 2012 (Chaire : Systèmes complexes en sciences sociales et sciences cognitives).
Jean-Pierre Nadal a enseigné les sciences cognitives dans le DEA de sciences cognitives entre 1990 et 2004 (commun EHESS, Paris 6, École Polytechnique, ENS) puis dans la seconde année de Master (M2) de sciences cognitives (commun EHESS, ENS, Paris 5, ENS de Cachan) de 2004 à 2024. Il a co-organisé jusqu'en 2024 les Séminaires du Centre d'Analyse et de Mathématique Sociales : Systèmes complexes en sciences sociales, et le séminaire de la chaire « Systèmes complexes en sciences sociales et sciences cognitives ». À l'occasion de son départ à la retaite en février 2024 il a été nommé directeur de recherche émérite du CNRS

## Contributions scientifiques

### Modélisation des réseaux de neurones et neurosciences computationnelles
Les réseaux de neurones artificiels peuvent “apprendre” de manière autonome, en mimant le mode de fonctionnement du cerveau humain et de ses connexions neuronales. Ces travaux sur les réseaux connexionnistes serviront de base dans les années 2000, aux développement de l'intelligence artificielle, grâce les grandes capacités de traitement des données et aux techniques d'apprentissage profond (deep learning), qui rendront opérationnel les propriétés qui ont été étudiées dans les années 1980-2000, en particulier par Jean-Pierre Nadal. Parti de l'étude de la physique statistique des systèmes désordonnés, Il s'intéresse rapidement à la modélisation des réseaux de neurones artificiels et aux processus d'apprentissage artificiels associés, à la suite des travaux pionniers de J.J. Hopfield sur les réseaux de neurones à attracteurs. Les contributions de Jean Pierre Nadal sur les réseaux neuronaux et les neurosciences computationnelles concernent plus particulièrement la modélisation de la mémoire à court terme, les théories de l'apprentissage supervisé et non supervisé, l'étude du codage neuronal à l'aide de la physique statistique et des outils de la théorie de l'information. Dans ce domaine, il a collaboré avec des neurobiologistes comme Jean-Pierre Changeux (1984). Certains de ses travaux les plus récents sont motivés par des problèmes à la frontière entre la linguistique et les neurosciences (par exemple en collaboration avec des psycholinguistes). Cela l'a amené à étudier le codage neuronal des phonèmes et les mécanismes neuronaux qui sous-tendent la prise de décision dans les tâches à choix multiples.
Tout en travaillant sur des problèmes motivés par la modélisation du traitement cognitif humain, il a également abordé des questions dans les domaines connexes de l'apprentissage machine (aspects théoriques et algorithmiques dans le cadre de l'apprentissage supervisé), de l'inférence statistique, de l'analyse des données (en particulier en bioinformatique) et du traitement du signal (notamment en travaillant sur la séparation aveugle des sources et l'analyse en composantes indépendantes). L'analyse du codage neuronal optimal 'la également amené à étudier les propriétés statistiques des images naturelles. Enfin, pendant une dizaine d'années, il a été consultant pour un laboratoire de recherche privé, travaillant sur les applications des techniques d'apprentissage machine

### Physique statistique des systèmes complexes appliqués aux sciences économiques et sociales
Jean-Pierre Nadal travaille partir de la fin des années quatre-vingt-dix sur des phénomènes collectifs en sciences économiques et sociales en collaboration interdisciplinaires avec des physiciens, des mathématiciens, des économistes et d'autres spécialistes des sciences sociales. Ces travaux commencent avec l'étude de l'organisation des marchés (avec le Physicien Gerard Weisbuch et l'économiste Alan Kirman), qui se poursuit ensuite avec la dynamique des opinions (avec Guillaume Deffuant et Frédéric Amblard).
À partir de 2003-2004, à la suite du programme de l'économie cognitive et de l'action concertée "Systèmes complexes pour SHS", il initié d'autres collaborations interdisciplinaires avec des économistes. Dans l'ouvrage de synthèse de l'école CNRS de Porquerolles (2001) sur l'économie cognitive qu'il publie en 2004 avec Paul Bourgine,
on trouve un chapitre co-signé par l'économiste Denis Phan et la physicienne Mirta Gordon intitulé : « "Social Interactions in Economic Theory: an Insight from Statistical Mechanics" » Celui-ci porte sur l'apport de la mécanique statistique pour les modèles de choix économiques avec interactions (influence) sociales, en particulier grâce aux les travaux de Steven Durlauf (en). Ce travail collectif a pu se poursuivre avec le projet ELICCIR, dirigé par Henri Berestycki. Plusieurs travaux issus de ce projet ont été publiés par les trois auteurs, en particulier « "Multiple equilibria in a monopoly market with heterogeneous agents and externalities" » dans Quantitative Finance en 2005 (avec le physicien Jean Vannimenus) et l'article général : « "Discrete Choices under Social Influence, Generic Properties" » en 2009 dans Mathematical Models and Methods in Applied Sciences (M3AS) (avec Viktoriya Semeshenko).
La classe de modèles développés par Gordon, Nadal et Phan (GNP) partage des propriétés mathématiques communes avec une autre classe de modèles de choix individuels avec influence sociale développée prcédement par Steven Durlauf (en) et co-auteurs (DB). Ces deux classes sont au niveau d'ensemble du système des modèles d'Isings (un modèle de physique statistique qui permet d'étudier des phénomènes caractérisés par des interactions locales de particules à deux états - par exemple de ferromagnétisme). Mais ces deux approches utilisent des hypothèses économiques comportementales différentes au niveau des choix individuel: les modèles de Durlauf et co-auteurs diffèrent de ceux de GNP par la nature du désordre : d’un côté, le caractère aléatoire de la fonction de choix des agents (BD) ; de l’autre, l’hétérogénéité des préférences des agents (GNP). En d'autres termes, pour BD, la partie déterministe des préférences individuelles est identique pour tous les agents et l’hétérogénéité entre agents provient d’un terme aléatoire. Au contraire, pour GNP, les agents sont hétérogènes relativement à des préférences idiosyncrasiques fixes, et il n’y a pas de terme additif stochastique.
Le mécanisme à l'œuvre formalise des exemples bien connus en économie (Schelling, Becker) ou en sociologie (Granovetter), lorsque le choix des agents dépend du choix des autres agents. Dans les deux cas, pour un niveau suffisamment élevé de l'influence sociale, on voit apparaitre deux équilibres avec une faible ou une forte participation des agents. Une présentation pédagogique de ces classes de phénomènes été publiée par Mirta Gordon et Jean Pierre Nadal en 2005 dans la Revue Mathématiques et sciences humaines.
Par ailleurs, Mirta Gordon et Jean Pierre Nadal développent à la fin des années 2000 et dans les années 2010 une collaboration avec le criminologue grenoblois Sebastian Roché, en particulier avec un projet coordonné par Jean Pierre Nadal et financé par l'Agence nationale de la recherche (ANR) : DYnamiques Citadines Collectives : Hétérogénéités Spatiales et Individuelles.
Entre autres sujets d'études, le programme "DYXI" a permis de développer une étude à la fois théorique et appliquée sur les émeutes urbaines de 2005, permise par l'accès à une large base de données de la police, répertoriant tous les incidents – jets de projectiles contre la police ou les pompiers, incendies de voitures, de poubelles, de bâtiments publics… – enregistrés dans toutes les communes de plus de 20 000 habitants, entre le 26 octobre et le 8 décembre 2005, ce qui couvre la période des émeutes ainsi que deux semaines au-delà. Cette étude d'ampleur a été réalisée par une équipe pluridisciplinaire de sept chercheurs, comprenant le criminologue Sebastian Roché, deux physiciens (Mirta Gordon et Jean Pierre Nadal), deux mathématiciens: (Henri Berestycki et Nancy Rodríguez, de l'université de Caroline du nord, USA), un informaticien spécialiste du traitement et de l'analyse de données Laurent Bonnasse-Gahot. Les résultats sont publiés dans la revue Scientific Reports, du groupe Nature, et un compte rendu de vulgarisation cette étude parait dans Le Monde du 22 janvier 2018. Le processus de diffusion des émeutes apparait comme un phénomène spatial d'influence sociale comparable à une épidémie de grippe. « Ces émeutes, « les plus longues et les plus étendues géographiquement d’Europe contemporaine », ont agi comme un virus, contaminant des émeutiers de proche en proche, et se déplaçant sur de longues distances sans que les émeutiers eux-mêmes ne se déplacent : parties de Clichy-sous-Bois, où deux jeunes garçons sont morts électrocutés alors qu’ils cherchaient à échapper à un contrôle de police, elles ont peu à peu gagné d’autres communes d’Ile-de-France. Il n’y a donc pas eu d’embrasement généralisé ni simultané mais une « diffusion sur la base d’une proximité géographique » qui a généré « une sorte de vague d’émeutes autour de Paris » ». L'article du monde reprend la description du processus faite par Jean-Pierre Nadal:

« Les gens sont influencés par ce qui se passe près de chez eux. La tendance à rejoindre l’émeute est d’autant plus grande qu’il y a des émeutes à proximité. Cela produit un déplacement de la vague, c’est assez étonnant. (..) Alors qu’à l’époque, on avait l’impression que les émeutes se déroulaient un peu partout et en même temps, en fait elles durent deux ou trois jours à un endroit, elles se renforcent, puis elles décroissent de manière douce, même à Clichy-sous-Bois. Cela a fonctionné comme une ola dans un stade »

Grâce à la quantité de données à l’échelle de tout un pays fournies par le ministère de l'intérieur, l'étude a permis d’étudier la diffusion des émeutes d’une ville à une autre, ce qui n'avait pas pu être fait jusque là. La modélisation épidémique a été modulée par un paramètre sociologique intégrant la présznce dans une commune, des jeunes entre 16 et 24 ans, sans diplôme et hors du système scolaire. Ainsi les données montrent que l’émeute ne touche que les quartiers défavorisés, qui forment un réseau dense en région parisienne ; elle meurt au-delà. Le criminologue Sebastian Roché met en avant l’intérêt d’une telle modélisation pour les pouvoirs publics : « La propagation de la violence à la suite d’une intervention de police est liée aux conditions socio-économiques, et cela doit être intégré à une nouvelle manière de faire de la police dans les quartiers sensibles ».

Dans le cadre du projet "DYXI" autres travaux ont porté sur les phénomènes résidentiels spatiaux initiés par Schelling dans les années soixante dix. Il a par exemple étudié, avec l'économiste Annick Vignes, l'influence des revenus individuels et du prix de l'immobilier sur le fonctionnement du marché du logement avec un modèle spatial basé sur les agents. Dans ce modèle, les auteurs spécifient explicitement le comportement des acheteurs et des vendeurs ainsi que le mécanisme de formation des prix. Les simulations multi-agents exhibent les propriétés suivantes : 

« (i) une distribution plus inégale des revenus fait baisser les prix globalement, mais implique une ségrégation plus forte ; (ii) un pic de la demande dans une partie de la ville fait augmenter les prix dans toute la ville ; (iii) les subventions sont plus efficaces que les taxes pour favoriser la mixité sociale. »

### Distinction
1989 : Médaille de Bronze du C.N.R.S.

## Publications

### Ouvrages et direction d’ouvrages ou de numéro spéciaux de revue
- Jean-Pierre Nadal, Réseaux de neurones : de la physique à la psychologie, Paris, Armand Colin (repris par Dunod/Masson), 1993, 160 p. (ISBN 2-200-21170-8)
- (en) Paul Bourgine et Jean-Pierre Nadal, Cognitive Economics, Berlin, Heidelberg, NY, Spinger-Verlag, 2004, 479 p. (ISBN 3-540-40468-6)
- Bellomo Nicolas, Henri Berestycki, Franco Brezzi and Jean-Pierre Nadal, Guest Editors, Mathematics and Complexity in Human and Life Sciences, Special issues of: Mathematical Models and Methods in Applied Sciences (M3AS) - (ISSN (print): 0218-2025 - ISSN (online): 1793-6314),Volume: 19, Issue: supp01, August 2009 (DOI 10.1142/S0218202509003826)« lire en ligne » (consulté le 16 septembre 2024), et Volume: 20, 2010, Issue: supp01 DOI 10.1142/S0218202510004702« lire en ligne » (consulté le 16 septembre 2024),
- Jean-Philippe Bouchaud and Jean-Pierre Nadal (eds.), From statistical physics to social sciences / De la physique statistique aux sciences sociales Special issue, Compte Rendus de l'Académie des Sciences (CRAS), Physique, Tome 20, fascicule 4, Mai-Juin 2019. « lire en ligne » (consulté le 16 septembre 2024)

### Sélection d’articles scientifiques dans des revues a comité de lecture
- (en) Laurent Bonnasse-Gahot et Jean-Pierre Nadal, 2022 Categorical Perception: A Groundwork for Deep Learning, Neural Computation, Vol. 34 Issue 2, February DOI 10.1162/neco_a_01454 « lire preprint en ligne sur arxiv.org: » (consulté le 16 septembre 2024).
- (en) Kevin Berlemont, Jean-Rémy Martin, Jérôme Sackur and Jean-Pierre Nadal,2020 Nonlinear neural network dynamics accounts for human confidence in a sequence of perceptual decisions Nature / Scientific Reports 10: 7940 - DOI 10.1038/s41598-020-63582-8 « Lire en ligne » (consulté le 16 septembre 2024).
- (en) Marco Pangallo, Jean Pierre Nadal and Annick Vignes (2019) "Residential income segregation: a behavioral model of the housing market", Journal of Economic Behavior & Organization, Vol. 159, March, pp. 15–35 - DOI 10.2139/ssrn.3084090 « Lire en ligne » (consulté le 16 septembre 2024).
- (en) Kevin Berlemont and Jean-Pierre Nadal, 2018 Perceptual decision making: Biases in post-error reaction times explained by attractor network dynamics, Journal of Neuroscience, November, pp. 1015–18 – DOI 10.1523/JNEUROSCI.1015-18.2018 « lire preprint en ligne sur arxiv.org: » (consulté le 16 septembre 2024).
- (en) Laurent Bonnasse-Gahot, Henri Berestycki, Marie-Aude Depuiset, Mirta B. Gordon, Sebastian Roché, Nancy Rodríguez and Jean-Pierre Nadal, 2018 Epidemiological modeling of the 2005 French riots: a spreading wave and the role of contagion, Nature / Scientific Reports, January DOI 110.1038/s41598-017-18093-4 « Lire en ligne » (consulté le 16 septembre 2024).
- (en) Quentin Feltgen, Benjamin Fagard and Jean-Pierre Nadal, 2017 Frequency patterns of semantic change: Corpus-based evidence of a near-critical dynamics in language change, Royal Society Open Science, November DOI 10.1098/rsos.170830 « Lire en ligne » (consulté le 16 septembre 2024).
- (en) Laurent Bonnasse-Gahot and Jean-Pierre Nadal,2012 Perception of categories: from coding efficiency to reaction times, Brain Research, Volume 1434, 24 January, Pages 47–61. « lire preprint en ligne sur arxiv.org: » (consulté le 16 septembre 2024).
- (en) Laetitia Gauvin, Jean-Pierre Nadal and Jean Vannimenus, 2010 “Schelling segregation in an open city: a kinetically constrained Blume-Emery-Griffiths spin-1 system”, Phys. Rev. E81, 066120 « lire preprint en ligne sur arxiv.org: » (consulté le 16 septembre 2024)
- (en) Laurent Bonnasse-Gahot and Jean-Pierre Nadal, 2008 “Neural Coding of Categories: Information Efficiency and Optimal Population Codes”, Journal of Computational Neuroscience 25:1 August. DOI 10.1098/rsos.170830 « Résumé en ligne » (consulté le 16 septembre 2024)
- (en) Mirta B. Gordon, Jean-Pierre Nadal, Denis Phan and Viktoriya Semeshenko, 2009 “Discrete Choices under Social Influence: Generic Properties”, halshs-00135405, March 2007,Mathematical Models and Methods in Applied Sciences (M3AS)  Volume: 19, Supplementary Issue 1, August, pp. 1441-1481. DOI 10.1142/S0218202509003887 « lire preprint en ligne sur arxiv.org: » (consulté le 16 septembre 2024).
- (en) Jean-Pierre Nadal, Denis Phan, Mirta B. Gordon and Jean Vannimenus, 2005 “Multiple equilibria in a monopoly market with heterogeneous agents and externalities”, Quantitative Finance 6, Vol.5, December, p. 557-568. DOI 10.1080/14697680500362346 « lire preprint / version preliminaire en ligne » (consulté le 16 septembre 2024).
- (en) Nicolas Brunel, Vincent Hakim, Philippe Isope, Jean-Pierre Nadal and Boris Barbour, 2004 “Optimal Information Storage and the Distribution of Synaptic Weights: Perceptron versus Purkinje Cell”, Neuron 2, Vol 43/5, September, p. 745-757 « lire en ligne (science direct-opn access » (consulté le 16 septembre 2024).
- (en) Gérard Weisbuch, Guillaume Deffuant, Frédéric Amblard, Jean-Pierre Nadal, 2002 Meet, discuss, and segregate!, Gerard Weisbuch, Guillaume Deffuant, Frédéric Amblard, Jean-Pierre Nadal, Complexity 7 (3), 55-63 DOI 10.1002/cplx.10031 « lire en ligne » (consulté le 16 septembre 2024).
- (en) Nicolas Brunel and Jean-Pierre Nadal, 1998 “Mutual information, Fisher information and population coding”, Neural Computation 7, Vol. 10, October 1, 1998, p. 1731-1757 « lire en ligne » (consulté le 16 septembre 2024).
- (en) Jean-Pierre Nadal, Gérard Weisbuch, Olivier Chenevez. and Alan Kirman, 1998 “A formal approach to market organization: choice functions, mean field approximation and maximum entropy principle”, Advances in Self-Organization and Evolutionary Economics, J. Lesourne and A. Orléan Eds, Economica, London, 1998, p. 149-159  (ISBN 9781902282008) « Lire en Ligne preprint 1996 » (consulté le 16 septembre 2024)
- (en) Jean-Pierre Nadal, Nestor Parga, 1994, Nonlinear neurons in the low-noise limit: a factorial code maximizes information transfer Network: Computation in neural systems 5 (4), 565-581. DOI 10.1088/0954-898X_5_4_008 « telecharger le pdf en Ligne depuis Research Gate » (consulté le 16 septembre 2024)
- (en) Marc Mézard, Jean-Pierre Nadal, 1989 Learning in feedforward layered networks: The tiling algorithm, Journal of Physics A: Mathematical and General 22 (12), 2191
- (en) Stanislas Dehaene, Jean-Pierre Changeux, Jean-Pierre Nadal 1984 Neural networks that learn temporal sequences by selection, Proceedings of the National Academy of Sciences 84 (9), 2727-2731

### Articles de vulgarisation
- Laurent Bonnasse-Gahot et Jean-Pierre Nadal, "Modéliser les émeutes de 2005 : une vague de violence contagieuse", in  L'Interdisciplinarité, Voyages au-delà des disciplines, sous la direction de Martina Knoop, Stéphane Blanc, Mokrane Bouzeghoub, CNRS Editions, 2023  (ISBN 978-2-271-13983-2)
- J.-P. Nadal, "L'intelligence des réseaux de neurones", in Pour La Science, no 254 (décembre 1998), pp. 164–170.